# Augustine Boakye
Pour les articles homonymes, voir Boakye.
Augustine Boakye, né le 3 novembre 2000 à Bompata au Ghana, est un footballeur ghanéen qui joue au poste de milieu de terrain à l'AS Saint-Étienne.
Formé dans son pays natal, le Ghana, Boakye découvre l'Europe en 2021 en signant en Autriche ou il se révèle, lui ouvrant les portes de l'AS Saint-Etienne en Ligue 1. 

## Biographie

### Début de carrière et signature en Autriche
Boakye commence sa carrière de footballeur avec la WAFA (Académie de Football d'Afrique de l'Ouest) dans la Premier League du Ghana.
En août 2021, Boakye signe un contrat de quatre ans avec le Wolfsberger AC, évoluant en première division autrichienne.

### Signature à l'AS Saint-Étienne
À l'issue d'une bonne saison 2023-2024 avec Wolfsberger (9 buts en championnat, 10 buts TCC), Augustine Boakye s'engage en France avec l'AS Saint-Etienne, fraîchement promu en Ligue 1 et racheté par Kilmer Sport Ventures,, avec un contrat courant jusqu'en 2028, dont une année supplémentaire en option. 
Le joueur déclare à propos de son arrivée : « Rejoindre l'AS Saint-Étienne, un club emblématique, pour découvrir le Championnat de France est une fierté. J'ai pu échanger avec mon ami, Lucas Gourna-Douath, qui m'en a dit beaucoup de bien ! J'ai hâte de découvrir ce grand club de l'intérieur et de rencontrer ses nombreux supporters ! ».

#### Première saison en Ligue 1
Le Ghanéen porte pour le première fois les couleurs vertes lors de la première journée de championnat à l'occasion d'un déplacement au Stade Louis-II contre l'AS Monaco. Il rentre en jeu à la place de Mathieu Cafaro à la 68e minute de jeu mais ne peut empêcher la défaite de son équipe (1-0). 
Utilisé comme remplaçant par Olivier Dall'Oglio, le jeune joueur est titularisé pour la première fois lors de la neuvième journée contre le SCO d'Angers et est remplacé à la 65e minute par Mathis Amougou. Les Verts s'inclinent quatre buts à deux. 
Englués en bas de tableau, les Stéphanois se séparent d'Olivier Dall'Oglio en décembre et engagent le Norvégien Eirik Horneland. Titulaire contre le Stade de Reims, Boakye inscrit un doublé, dont une frappe en pleine lucarne, et permet à son équipe de s'imposer trois buts à un au Stade Geoffroy-Guichard,,. Il marque de nouveau contre le FC Nantes deux semaines plus tard en égalisant d'une frappe lointaine,. 
En mars, Boakye se blesse gravement à la cheville et est opéré dans la foulée. Sa convalescence, estimée à plusieurs mois, lui empêchera donc de finir la saison avec les Verts,. Reléguée en Ligue 2 en fin de saison, l'AS Saint-Étienne conserve Augustine Boakye.

## Statistiques
| Saison                | Club                  | Championnat              | Championnat | Championnat | Championnat | Coupe(s) nationale(s) | Coupe(s) nationale(s) | Coupe(s) nationale(s) | Compétition(s) continentale(s) | Compétition(s) continentale(s) | Compétition(s) continentale(s) | Compétition(s) continentale(s) | Total | Total | Total |
| Saison                | Club                  | Division                 | M.          | B.          | P.d.        | M.                    | B.                    | P.d.                  | Comp.                          | M.                             | B.                             | P.d.                           | M.    | B.    | P.d.  |
| 2018                  | WAFA                  | Premier League ghanéenne | 12          | 1           | 1           | -                     | -                     | -                     | -                              | -                              | -                              | -                              | 12    | 1     | 1     |
| 2019-2020             | WAFA                  | Premier League ghanéenne | 10          | 0           | 0           | -                     | -                     | -                     | -                              | -                              | -                              | -                              | 10    | 0     | 0     |
| 2020-2021             | WAFA                  | Premier League ghanéenne | 29          | 9           | 11          | -                     | -                     | -                     | -                              | -                              | -                              | -                              | 29    | 9     | 11    |
| Sous-total            | Sous-total            | Sous-total               | 51          | 10          | 12          | -                     | -                     | -                     | -                              | -                              | -                              | -                              | 51    | 10    | 12    |
| 2021-2022             | Wolfsberger AC II     | Regionalliga Mitte       | 6           | 3           | 0           | -                     | -                     | -                     | -                              | -                              | -                              | -                              | 6     | 3     | 0     |
| 2022-2023             | Wolfsberger AC II     | Regionalliga Mitte       | 10          | 2           | 0           | -                     | -                     | -                     | -                              | -                              | -                              | -                              | 10    | 2     | 0     |
| Sous-total            | Sous-total            | Sous-total               | 16          | 5           | 0           | -                     | -                     | -                     | -                              | -                              | -                              | -                              | 16    | 5     | 0     |
| 2021-2022             | Wolfsberger AC        | Bundesliga               | 1           | 0           | 0           | 2                     | 1                     | 0                     | -                              | -                              | -                              | -                              | 3     | 1     | 0     |
| 2022-2023             | Wolfsberger AC        | Bundesliga               | 15          | 3           | 4           | 3                     | 0                     | 0                     | C4                             | 3                              | 1                              | 0                              | 21    | 4     | 4     |
| 2023-2024             | Wolfsberger AC        | Bundesliga               | 27          | 10          | 7           | 3                     | 0                     | 2                     | -                              | -                              | -                              | -                              | 30    | 10    | 9     |
| Sous-total            | Sous-total            | Sous-total               | 43          | 13          | 11          | 8                     | 1                     | 2                     | -                              | 3                              | 1                              | 0                              | 54    | 15    | 13    |
| 2024-2025             | AS Saint-Étienne      | Ligue 1                  | 17          | 3           | 0           | -                     | -                     | -                     | -                              | -                              | -                              | -                              | 17    | 3     | 0     |
| 2025-2026             | AS Saint-Étienne      | Ligue 2                  | 2           | 1           | 3           | -                     | -                     | -                     | -                              | -                              | -                              | -                              | 2     | 1     | 3     |
| Sous-total            | Sous-total            | Sous-total               | 19          | 4           | 3           | -                     | -                     | -                     | -                              | -                              | -                              | -                              | 19    | 4     | 3     |
| Total sur la carrière | Total sur la carrière | Total sur la carrière    | 129         | 32          | 26          | 8                     | 1                     | 2                     | -                              | 3                              | 1                              | 0                              | 140   | 34    | 28    |